# Gioacchino Cocchi
Gioacchino Cocchi (né v. 1715 à Padoue ou à Naples –  mort en 1804 à Venise) est un compositeur italien du XVIIIe siècle.

## Biographie
Gioacchino Cocchi écrivit surtout de la musique pour le théâtre (presque cinquante compositions), fort appréciée par ses contemporains. Il débuta à Naples en 1739 avec La Matilde, comédie en musique.
Il séjourna de 1750 à 1757 à Venise, où il fut aussi maître de chapelle du célèbre Ospedale degli Incurabili (à partir de 1752). Il eut comme élève (1756/57) Andrea Luchesi. En 1757 il se déplaça à Londres pour quelques années, il y composa pour le King's Theatre. Il revint à Venise en 1773.

## Opéras

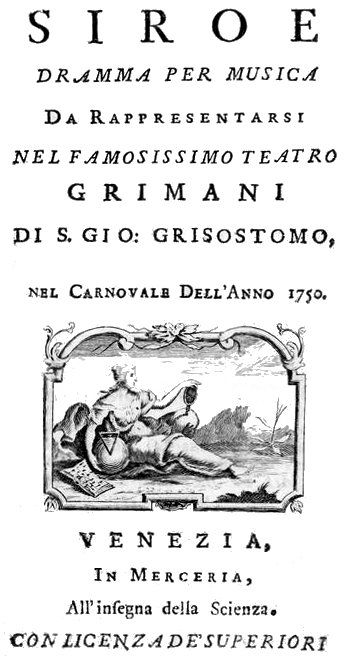
Livret de Siroe, re di Persia (1750)

Entre parenthèses le nom du librettiste, le lieu et l'année de la première représentation.
- La Matilde (Antonio Palomba - Naples, Teatro dei Fiorentini, 1739)
- Adelaide (Antonio Salvi - Rome, Teatro Aliberti o delle Dame, 1743)
- L'Elisa (Antonio Palomba - Naples, Teatro dei Fiorentini, 1744)
- L'Irene (Domenico Canicà - Naples, Teatro dei Fiorentini, 1745)
- L'ipocondriaco risanato (Carlo Goldoni - Rome, Teatro Valle, 1746)
- Bajazette (Agostino Piovene - Rome, Teatro Alibert o delle Dame, 1746)
- I due fratelli beffati (Eugenio Pigrugispano - Naples, Teatro Nuovo sopra Toledo, 1746)
- La maestra (Antonio Palomba - Naples, Teatro Nuovo sopra Toledo, 1747)
- Merope (Apostolo Zeno - Naples, Teatro San Carlo, 1748)
- Siface (Pietro Metastasio - Naples, Teatro San Carlo, 1749)
- Arminio (Antonio Salvi - Rome, Teatro di Torre Argentina, 1749)
- La serva bacchettona (Antonio Palomba - Naples, Teatro dei Fiorentini, 1749)
- La Gismonda (Antonio Palomba - Naples, Teatro dei Fiorentini, 1750)
- Bernardone (Antonio Palomba - Palerme, Teatro privato Valguarner, 1750)
- Siroe, re di Persia (Pietro Metastasio - Venise, Teatro San Giovanni Grisostomo, 1750)
- La mascherata (Carlo Goldoni - Venise, Teatro Tron di San Cassiano, 1751)
- Le donne vendicate (Carlo Goldoni - Venise, Teatro Tron di San Cassiano, 1751)
- Nitocri (Apostolo Zeno - Turin, Teatro Regio, 1751)
- L'impostore (Barcelona, Teatre de la Santa Creu, 1751) avec Giuseppe Scarlatti
- Sesostri, re d'Egitto (Apostolo Zeno e Pietro Pariati - Naples, Teatro San Carlo, 1752)
- Il tutore (Vincenzo Puccinelli - Rome, Teatro Valle, 1752)
- Il finto cieco (Pietro Trinchera - Naples, Teatro Nuovo sopra Toledo, 1752) avec Pasquale Errichelli
- La serva astuta (Antonio Palomba da Carlo Goldoni - Naples, Teatro dei Fiorentini, 1753) avec Pasquale Errichelli
- Semiramide riconosciuta (Pietro Metastasio - Venise, Teatro Tron di San Cassiano, 1753)
- Rosmira fedele (Silvio Stampiglia - Venise, Teatro Grimani di San Samuele, 1753)
- Il pazzo glorioso (Antonio Villani - Venise, Teatro Tron di San Cassiano, 1753)
- Il finto turco (Antonio Palomba e Pasquale Errichelli - Naples, Teatro dei Fiorentini, 1753) avec Pasquale Errichelli
- Le nozze di Monsù Fagotto (Angelu Lunghi - Rome, Teatro Valle, 1754)
- Tamerlano (Agostino Piovene - Venise, Teatro Grimani di San Samuele, 1754)
- Demofoonte (Pietro Metastasio - Venise, Teatro Vendramin di San Salvatore, 1754)
- Li matti per amore (Gennaro Antonio Federico - Venise, Teatro Grimani di San Samuele, 1754)
- Il terrazzano (Florence, Teatro del Cocomero, 1754)
- Il cavaliere errante (Agostino Medici - Ferrare, Teatro Bonacossi, 1755)
- Andromeda (Vittorio Amadeo Cigna-Santi - Turin, Teatro Regio, 1755)
- Artaserse (Pietro Metastasio - Reggio Emilia, Teatro Moderno, 1755)
- Zoe (Francesco Silvani - Venise, Teatro San Benedetto, 1755)
- Emira (Milano, Regio Ducal Teatro, 1756)
- Farsetta in musica (Angelo Lunghi? - Bologne, Teatro Marsigli-Rossi, 1757)
- Demetrio, re di Siria (Pietro Metastasio - Bologne, Teatro Marsigli-Rossi, 1757)
- Zenobia (Pietro Metastasio - Londres, Her Majesty's Theatre, 1758)
- Issipile (Pietro Metastasio - Londres, Her Majesty's Theatre, 1758)
- Ciro riconosciuto (Pietro Metastasio - Londres, Her Majesty's Theatre, 1759)
- La clemenza di Tito (Pietro Metastasio - Bologne, Teatro Marsigli-Rossi, 1760)
- Erginda (da Matteo Noris - Bologne, Teatro Marsigli-Rossi, 1760)
- Tito Manlio (Matteo Noris - Londres, King's Theatre, 1761)
- Alessandro nelle Indie (Pietro Metastasio - Londres, King's Theatre, 1761)
- Le nozze di Dorina (Carlo Goldoni - Londres, King's Theatre, 1762)
- La famiglia in scompiglio (Giovan Gualberto Bottarelli - Londres, King's Theatre, 1762)